# Matplotlib
Matplotlib es una biblioteca para la generación de gráficos en dos dimensiones, a partir de datos contenidos en listas  o arrays en el lenguaje de programación Python. Proporciona una API, pylab, diseñada para recordar a la de  MATLAB.